# 陶宝祺
陶宝祺（1935年1月10日-2001年3月31日），中国智能材料结构专家。江苏常州人。1957年毕业于北京航空学院飞机工艺专业。曾任南京航空航天大学教授。1999年当选为中国科学院院士。